# Trimébutine
La trimébutine est un antispasmodique musculotrope, et léger antispasmodique anticholinergique, agissant en tant qu'agoniste enképhalinergique faible à base d'opioïde. Elle régule la motricité intestinale et est utilisée comme médicament pour traiter les troubles douloureux du transit intestinal ainsi que les troubles fonctionnels digestifs.  Le produit principal de sa métabolisation lors de la clairance hépatique est la nor-trimébutine, qui correspond à l'ablation d'un des deux groupements méthyles sur l'azote.  Trimébutine et nor-trimébutine sont disponibles dans le commerce.[réf. nécessaire]

## Spécialités contenant de la trimébutine
- Médicaments contenant de la trimébutine commercialisés en France[3] :
  - Débridat ;
  - Transacalm ;
  - trimébutine générique des laboratoires Actavis, Almus, Alter, Arrow, Biogaran, EG, Mylan, Pfizer, Qualimed, Ratiopharm, Sandoz, Teva, Winthrop et Zydus, notamment ;
  - nor-trimébutine Métabolite de Alpha Chimica.